# Бах, Иоганн Кристоф
Иога́нн Кри́стоф Бах (6 декабря 1642 — 31 марта, 1703) — немецкий композитор эпохи барокко. Сын Генриха Баха, двоюродный дядя Иоганна Себастьяна Баха, родился в Арнштадте. Также приходился дядей Марии Барбаре Бах, первой жене Иоганна Себастьяна Баха. Иоганн Кристоф женился на Марии Элизабет Видеманн в 1667 году. У них было семеро детей, включая четырёх сыновей, которые стали музыкантами: Иоганн Николаус (10 октября 1669 г. — 4 ноября 1753 г.), Иоганн Кристоф-младший (29 августа 1676—1738), Иоганн Фридрих (1682—1730) и Иоганн Майкл (1685 — неизвестно).
Позднее двое их внуков отправились в Америку и основали там семью Баха: Иоганн Генрих Бах (1709—1789) и Иоганн Вильгельм Бах (1722—1794). Его не следует путать с сыном Иоганна Себастьяна Баха, Иоганном Кристофом Фридрихом Бахом .

## Биография
Иоганн Кристоф при жизни имел репутацию отличного композитора, равную только репутации его племянника, Иоганна Себастьяна. Был органистом Эйзенаха и, позднее, членом придворного оркестра, там же. Его брат, Иоганн Михаэль Бах (тесть и дядя Иоганна Себастьяна Баха), также был композитором. Ряд произведений, ранее приписываемых Иоганну Себастьяну, как недавно выяснилось, принадлежат Иоганну Кристофу. Одно из самых известных его произведений — кантата «Meine Freundin, du bist schön», основанная на Песни Соломона. Старший сын Иоганна Кристофа, Иоганн Николаус Бах, также был композитором.
Несмотря на успехи в музыкальной карьере, Иоганн Кристоф испытывал финансовые трудности, из-за чего, вероятно, не был выбран опекуном Иоганна Себастьяна, после смерти его родителей. К моменту своей смерти в Эйзенахе в 1703 году он находился в огромном долгу.